# 天增镇
天增镇是中国黑龙江省哈尔滨市巴彦县下辖的一个镇，巴彦最北部的一个乡镇。

## 行政区划
现辖：
天均村、庆胜村、古山村、福兴村、耕丰村、宝龙村、立平村、立功村和爱民村。